# 保卫萝卜
《保卫萝卜》是一款塔防类手机游戏，由王小旭製作，由飞鱼科技（凯罗天下）开发的一款萌系风格塔防游戏，容易上手、老少皆宜，内置新手引导。于2013年2月4日由360手机助手在Android平台发行。
游戏含有丰富的关卡和主题包，拥有各自风格特色的多种防御塔，有趣的音效设定和搞怪的怪物造型及名字大大地增加了游戏的趣味性。玩家还可以收集道具和怪物，完成更多的成就。
截止2015年1月，保卫萝卜的下载量达到了2.5亿，其系列图书在当当网预售3天后取得了23万人的关注。
2021年8月，《保卫萝卜4》在Android和IOS开启预约，在2022年3月29日上午开启了公测。2022年6月30日正式推出。

## 争议
網路上有人开发了盗版并暗中扣费。据人民网报道，被感染的安卓手机多达数十万部。
2019年9月10日，腾讯作为《保卫萝卜3》的发行商，由于经营的调整，停止了对该游戏的运营，玩家的云存档被删除。